# SV Austria Salzburg (2005)

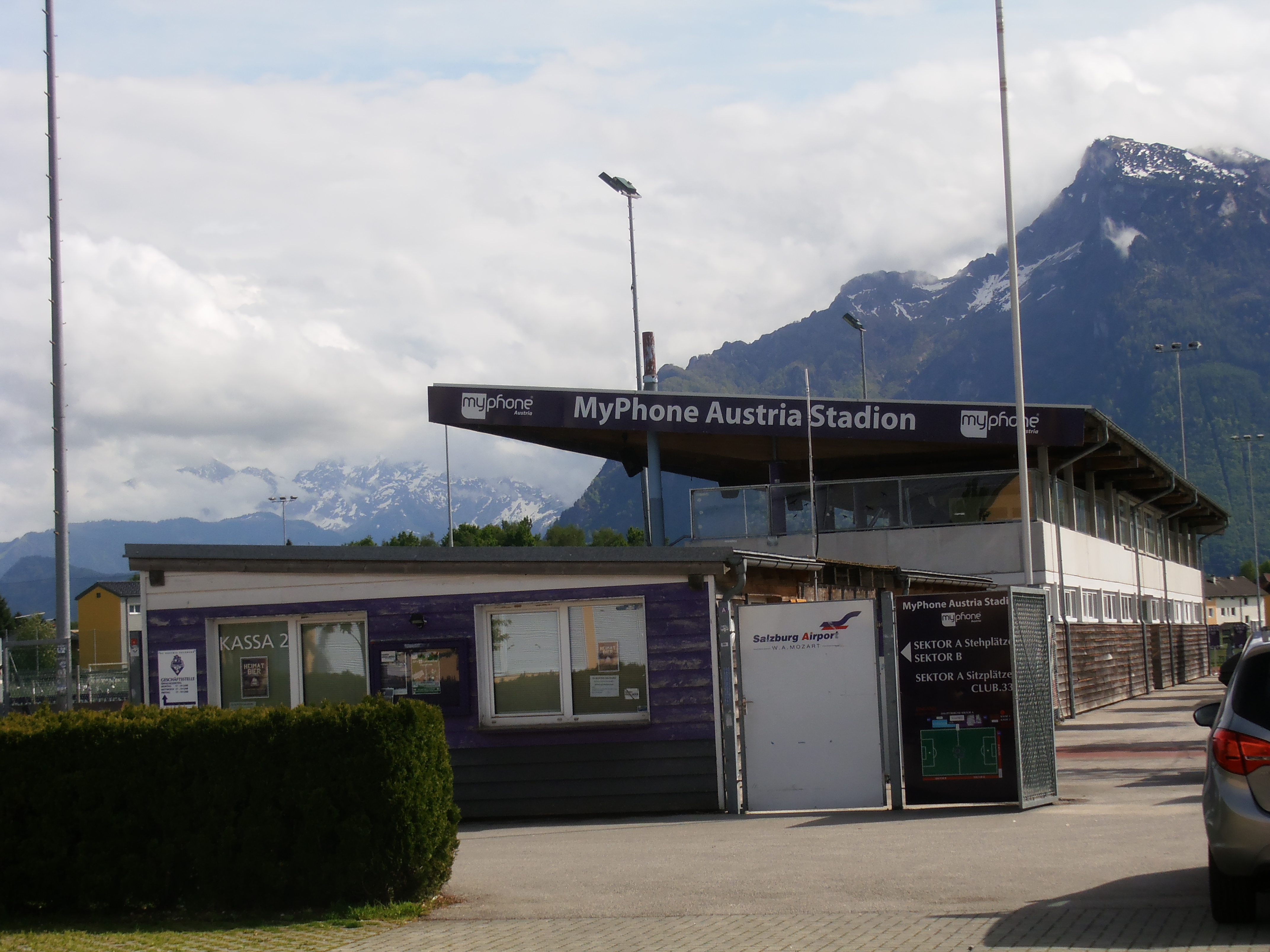
MyPhone Austria Stadion v roce 2015

SV Austria Salzburg (celým názvem Sportverein Austria Salzburg, Sportovní klub Austria Salzburg) je rakouský fotbalový klub sídlící ve městě Salcburk. Své zápasy hraje a připravuje se na MyPhone Austria Stadionu (cca kapacita 1 566 míst). Klubové barvy jsou fialová a bílá.
Od sezóny 2019/20 hraje Regionální ligu Západ (3. úroveň). V roce 2024 svou skupinu vyhráli, ale kvůli chybějící infrastruktuře nepostoupili.

## Historie
Původní klub SV Austria Salzburg byl založen 13. září 1933. V roce 2005 byl koupen společností Red Bull GmbH, která jej přejmenovala na FC Red Bull Salzburg a k nevoli fanoušků změnila i fialovobílé klubové barvy na červenobílé (korespondující s firemními barvami). Skupině fans s názvem Initiative Violett-Weiß, která chtěla zachovat tradici původního klubu, se 7. října 2005 podařilo registrovat název SV Austria Salzburg a klub byl tímto obnoven. Začínal v sezóně 2006/07 v 7. rakouské lize a během čtyř let se propracoval až do třetí ligy Regionalliga West.

V sezóně 2014/15 dokázal postoupit do druhé rakouské ligy Erste Liga, ale po roce opět sestoupil.